# رگیرونگسبتسیرک
رگیرونگسبتسیرک (تلفظ [ʁeˈɡi:ʁʊŋsbəˈt͡sɪʁk]) (به آلمانی: Regierungsbezirk) (اختصار: رگ‌بتس .Reg.-Bez) یا منطقهٔ دولتی نام یک منطقهٔ اداری در تقسیمات اداری استانی آلمان است.